# Hán Đài
Hán Đài (tiếng Trung: 汉台区; bính âm: Hàntái Qū) là một khu (quận) của thành phố Hán Trung, tỉnh Thiểm Tây, Trung Quốc.

### Nhai đạo
| - Bắc Quan (北关街道) - Đông Đại Lộ (东大街街道) - Hán Trung Lộ (汉中路街道) - Trung Sơn Lộ (中山街街道) | - Đông Quan (东关街道) - Hâm Nguyên (鑫源街道) - Thư Gia Doanh (舒家营街道) - Thất Lý (七里街道) |

### Trấn
| - Phố (铺镇) - Vũ Hương (武乡镇) - Hà Đông Điếm (河东店镇) - Long Giang (龙江镇) | - Tồng Doanh (宗营镇) - Lão Quân (老君镇) - Hán Vương (汉王镇) |

### Hương
- Vọng Giang (望江乡)
- Từ Gia Pha (徐家坡乡)